# Список концлагерей Независимого государства Хорватия

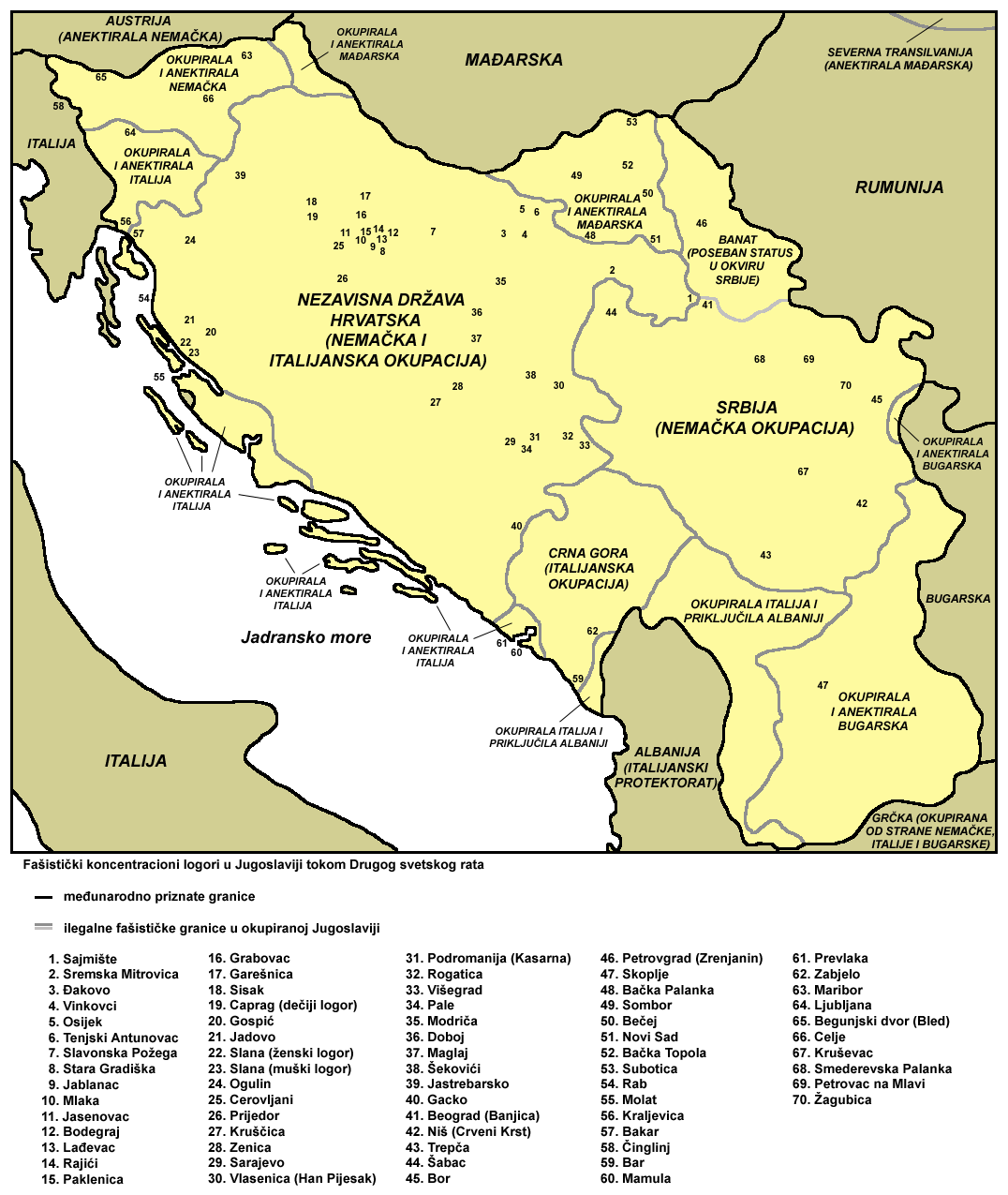
Зоны оккупации и концлагеря на территории оккупированной Югославии

В годы Второй мировой войны на территории оккупированного Королевства Югославия вёлся геноцид сербов, евреев и цыган, а также преследование и дискриминация вышеуказанных народов. Основными организаторами геноцида были фашистский режим усташей в Независимом государстве Хорватия (НГХ) и немецкая оккупационная администрация.
Точное число жертв неизвестно до сих пор. По разным оценкам, именно в результате геноцида погибло от 197 000 до 800 000 сербов. Около 240 000 сербов были насильно обращены в католичество, ещё 400 000 были вынуждены бежать в Сербию. Из 30 000 хорватских евреев, истреблённых в годы войны, 23 000 погибли в лагерях НГХ, ещё 7 000 были депортированы и погибли в Освенциме. В числе погибших значатся и евреи, вывезенные с территории Сербии в лагеря НГХ. Количество погибших цыган составило около 80 000 человек. Помимо них в концлагерях усташей оказались также антифашисты и противники режима из числа других народов, проживаавших в НГХ.
Усташи проводили дифференцированную политику по отношению к народам, объявленным врагами. Разница в отношении к сербам и евреям заключалась в стремлении евреев уничтожить полностью, а сербов треть уничтожить, треть окатоличить, треть изгнать в Сербию. Таким образом, усташи планировали сделать своё государство полностью мононациональным.
Значительная часть жертв геноцида погибла или пострадала в многочисленных концлагерях, созданных хорватскими усташами. Сразу после провозглашения нового государства усташи начали создавать лагеря двух типов: депортационные и концентрационные. В первые людей отправляли для последующей депортации в Сербию и т. д. Такие лагеря находились в Цапраге близ Сисака, Бьеловаре и Славонска-Пожеге. Вторые стали местом массовых убийств и символом террора со стороны усташей.
В апреле-мае 1941 года в НГХ начинают создаваться первые концлагеря. Они были узаконены 23 ноября того же года под названием «Лагеря интернирования и работ» специальным постановлением Павелича и Артуковича. Лагеря были разбросаны по всем территориям, которые контролировали усташи. Из них только 2 просуществовали до конца войны — в Ясеноваце и Стара-Градишке. Управление ими возлагалось на «Усташскую надзорную службу». Первым управляющим лагерями стал Мийо Бабич, но в июне 1941 года он был убит сербскими партизанами. Его заменил новый усташский функционер Векослав Любурич, остававшийся на своей должности до конца войны.

## Легенда
В списке представлены концентрационные лагеря Независимого государства Хорватия. Они располагаются в алфавитном порядке.
Таблица:
- Название — название концентрационного лагеря русском языке;
- Общее количество узников — количество людей, бывших узниками в лагере за время его существования;
- Период существования — временной промежуток, когда функционировал концентрационный лагерь;
- Краткое пояснение — краткая характеристика концентрационного лагеря;
- Фото — фотография лагеря или посвященного его жертвам памятника;

Сортировка может проводиться по первым четырём столбцам таблицы.

## Список концлагерей
| Название              | Общее количество узников                          | Период существования         | Краткое пояснение | Фото |
| --------------------- | ------------------------------------------------- | ---------------------------- | --- | ---- |
| Даница                | 9000                                              | апрель−июль 1941             | Первый усташский лагерь, созданный по причине переполнения обычных тюрем. Для питания узникам давали 0,5 кг хлеба в день на каждую группу из четырнадцати человек. Часть узников уничтожили, остальных отправили в другие лагеря. |      |
| Джяково               | Более 2400                                        | декабрь 1941 − июль 1942     | Первоначально в Джяково были заключены 1830 еврейских женщин и детей. В лагере свирепствовала эпидемия тифа, многие заключённые подвергались изнасилованиям, пыткам и издевательствам. В июле 1942 года лагерь был закрыт, а 2 400 женщин и детей были отправлены в Ясеновац.                                                                                    |      |
| Керестинец            | 111                                               | 18 мая−16 июля 1941          | Был создан в замке в двадцати пяти километрах от Загреба. Туда свозили представителей интеллигенции и известных людей из столицы НГХ. 8 июля началась ликвидация заключённых. Во время попытки освобождения, предпринятой партизанами в ночь с 13 на 14 июля, 14 узникам удалось спастись, все остальные были расстреляны. 16 июля лагерь закрыли.               |      |
| Крушчица              | 3000                                              | июнь−сентябрь 1941           | Лагерь Крушчица был специально создан для размещения примерно тысячи еврейских и сербских женщин и детей из лагеря на острове Паг. Они жили в бараках без крыш и подвергались постоянным изнасилованиям со стороны надзирателей-усташей. Когда число заключённых выросло до 3 000, их распределили между лагерями Лобоград и Ясеновац.                           |      |
| Лагерь на острове Паг | От 8000 до 10 000                                 | июнь−август 1941             | Первоначально в лагерь были отправлены евреи из Загреба, однако затем его узниками стали и тысячи сербов. Жертвами лагеря стали несколько тысяч человек, уцелевшие были отправлены в лагеря Ядовно и Ясеновац. Занявшие остров итальянцы оставили множество свидетельств о результатах деятельности этого лагеря.                                                |      |
| Лепоглава             | 4 952                                             | 1941−1945                    | В лагере содержались антифашисты со всей страны. 13 и 14 июля 1943 года партизаны 12-й славонской бригады и Калничского отряда во время боя за лагерь смогли освободить около 800 заключённых. После этого усташи восстановили лагерь, который действовал вплоть до конца войны. В феврале и марте 1945 года в нём произошли массовые расправы над заключёнными. |      |
| Лоборград             | От 1500 до 1600                                   | сентябрь 1941 − октябрь 1942 | Лагерь Лоборград был устроен в старинном замке. Там разместили часть узников лагеря Крушчица, в том числе около 100 детей. В Лоборграде свирепствовала эпидемия тифа, в результате чего погибли многие узники. Часть выживших в октябре 1942 года была отправлена на работы в Германию, а остальные в концлагерь Освенцим, откуда никто из них уже не вернулся.  |      |
| Саймиште              | Более 100 000 узников                             | 1941−1944                    | Большинство узников лагеря составляли сербы, цыгане и евреи. Многие из них погибли в результате массовых расстрелов и применения газовых автомобилей. Всего в лагере было убито около 47 000 человек. |      |
| Стара-Градишка        | 75 000                                            | 1941−1945                    | Был создан специально для женщин и детей. В Стара-Градишке служила группа католических монашек-тюремщиц, помогавших усташским надзирателям. Лагерь освободили партизаны в апреле 1945 года. Когда они заняли его, они нашли в нём только трёх мужчин и трёх женщин, которые выжили благодаря тому, что спрятались в колодце.                                     |      |
| Ядовно                | 38 010 сербов, 1999 евреев, 88 хорватов           | апрель−август 1941           | Один из лагерей комплекса Госпич-Ядовно-Паг. Был закрыт в августе 1941 года благодаря усилиям итальянцев, под чьим контролем находилась область Лика, где располагался лагерь. |      |
| Ясеновац              | Около 700 000 сербов, 23 000 евреев, 80 000 цыган | 1941−1945                    | Крупнейший комплекс лагерей в НГХ, главный из которых находился в городе Ясеновац. Его узниками и жертвами были сербы, евреи, цыгане, а также хорваты и мусульмане, помогавшие сербам или бывшие убеждёнными антифашистами. |      |
| Ястребарско           | 1018−1500                                         | 12 июля−26 августа 1942      | Предназначался для содержания детей в возрасте от одного месяца до 14 лет. В Ястребарско отправлялись дети ранее находившиеся в концлагере Стара-Градишка. 26 августа 1942 года 4-я бригада Народно-освободительной армии Югославии освободила лагерь. Партизанами было спасено из лагеря более 700 детей.                                                       |      |